# Amina Shukri
Amina Shukri (em árabe: أمينة شكرى, 1912-1964) foi uma assistente social e política egípcia. Em 1957 foi uma das duas primeiras mulheres eleitas para a Assembleia Nacional.

## Biografia
Shukri nasceu em Alexandria em 1912, filha de Mohamed Abu El-Ezz, editor de jornal. Ela tornou-se uma assistente social, criou um orfanato que abrigava cerca de 400 crianças, e era membro da União Feminista. Casou-se com Osman Shukri, médico e especialista em crianças, com quem teve uma filha.
A constituição de 1956 introduziu o sufrágio feminino e permitiu que as mulheres se candidatassem, e Shukri foi uma das dezasseis candidatas nas eleições parlamentares de 1957, em Alexandria. Ela foi eleita na segunda volta, tornando-se uma das duas primeiras mulheres membros da Assembleia Nacional, juntamente com Rawya Ateya.
Em 1964 faleceu durante uma viagem a Londres para tratamento médico.